# فابيولا مارتينيز
فابيولا مارتينيز مواليد 30 مايو 1995، هي لاعبة كرة يد بورتوريكية تلعب كجناح أيسر. مثلت منتخب بورتوريكو لكرة اليد للسيدات.

## سجل المنافسة
شاركت في البطولات التالية:
- بطولة العالم لكرة اليد للسيدات 2015